# Ducetia dichotoma
Ducetia dichotoma är en insektsart som beskrevs av Sigfrid Ingrisch och Shishodia 1998. Ducetia dichotoma ingår i släktet Ducetia och familjen vårtbitare. Inga underarter finns listade i Catalogue of Life.